# Fed Cup 2014
Navigation
Édition précédente Édition suivante
La Fed Cup 2014 est la 52e édition du plus important tournoi de tennis opposant des équipes nationales féminines.

## Organisation
Organisation inchangée pour cette 52e édition de la Fed Cup avec les groupes mondiaux I et II et les play-offs I et II.
Le groupe mondial I compte huit équipes, les demi-finalistes 2013 et les vainqueurs des play-offs I 2013, qui s'affrontent par élimination directe dans un tableau à trois tours organisés successivement en février, avril et novembre. Les équipes vaincues au premier tour disputent les play-offs I 2014. 
Le groupe mondial II compte également huit équipes, les vaincus des play-offs I 2013 et les vainqueurs des play-offs II 2013, qui s'affrontent en face à face en un seul tour organisé en février. Les vainqueurs participent aux play-offs I 2014 et les vaincus participent aux play-offs II 2014.
Les play-offs I sont organisés en avril et opposent les éliminés du premier tour du groupe mondial I et les vainqueurs du groupe mondial II. Les vainqueurs participent aux rencontres du groupe mondial I de l'édition 2015 et les vaincus aux rencontres du groupe mondial II de l'édition 2015.
Les play-offs II opposent quatre équipes issues des compétitions par zone géographiques aux quatre perdants des rencontres du groupe mondial II. Les vainqueurs participent au groupe mondial II de l'édition 2015 et les vaincus sont relégués dans les compétitions par zones géographiques.
Toutes les rencontres se déroulent au domicile de l'une ou l'autre des équipes qui, sur un week-end, se rencontrent en face à face au meilleur de cinq matchs (quatre simple et un double).

## Résultats

### Groupe mondial I

#### Tableau
|  | 1/4 de finale 08 - 09 février | 1/4 de finale 08 - 09 février |                    |           | 1/2 finale 19 - 20 avril | 1/2 finale 19 - 20 avril |                    |   | Finale 08 - 09 novembre | Finale 08 - 09 novembre |
|  |                               |                               |                    |           |                          |                          |                    |   |                         |                         |
|  | États-Unis                    | 1                             |                    |           |                          |                          |                    |   |                         |                         |
|  | Italie                        | 3                             |                    |           |                          |                          |                    |   |                         |                         |
|  | Italie                        | 3                             |                    | Italie    | 0                        |                          |                    |   |                         |                         |
|  |                               |                               |                    | Italie    | 0                        |                          |                    |   |                         |                         |
|  |                               |                               | République tchèque | 4         |                          |                          |                    |   |                         |                         |
|  | Espagne                       | 2                             | République tchèque | 4         |                          |                          |                    |   |                         |                         |
|  | Espagne                       | 2                             |                    |           |                          |                          |                    |   |                         |                         |
|  | République tchèque            | 3                             |                    |           |                          |                          |                    |   |                         |                         |
|  | République tchèque            | 3                             |                    |           |                          |                          | République tchèque | 3 |                         |                         |
|  |                               |                               |                    |           |                          |                          | République tchèque | 3 |                         |                         |
|  |                               | Allemagne                     | 1                  |           |                          |                          |                    |   |                         |                         |
|  | Slovaquie                     | Allemagne                     | 1                  | 1         |                          |                          |                    |   |                         |                         |
|  | Slovaquie                     |                               |                    | 1         |                          |                          |                    |   |                         |                         |
|  | Allemagne                     | 3                             |                    |           |                          |                          |                    |   |                         |                         |
|  | Allemagne                     | 3                             |                    | Allemagne | 3                        |                          |                    |   |                         |                         |
|  |                               |                               |                    | Allemagne | 3                        |                          |                    |   |                         |                         |
|  |                               |                               | Australie          | 1         |                          |                          |                    |   |                         |                         |
|  | Australie                     | 4                             | Australie          | 1         |                          |                          |                    |   |                         |                         |
|  | Australie                     | 4                             |                    |           |                          |                          |                    |   |                         |                         |
|  | Russie                        | 0                             |                    |           |                          |                          |                    |   |                         |                         |

#### Quarts de finale
| États-Unis - Italie - 1 : 3 Public Auditorium, Cleveland, États-Unis 08 - 09 février, Dur (int.) |                           |                                   |               |
| 1                                                                                                | Christina McHale          | Karin Knapp                       | 3-6, 6-3, 1-6 |
| 1                                                                                                | Madison Keys              | Camila Giorgi                     | 2-6, 1-6      |
| 1                                                                                                | Alison Riske              | Karin Knapp                       | 3-6, 5-7      |
| 1                                                                                                | Christina McHale          | Camila Giorgi                     | Non disputé   |
| 1                                                                                                | Madison Keys Lauren Davis | Nastassja Burnett Alice Matteucci | 6-2, 6-3      |

| Espagne - République tchèque - 2 : 3 Centro de Tenis Blas Infante, Séville, Espagne 08 - 09 février, Terre (ext.) |                                   |                                       |               |
| 2 | Carla Suárez Navarro              | Barbora Z. Strýcová                   | 6-1, 6-4      |
| 2 | M. T. Torró Flor                  | Klára Koukalová                       | 3-6, 6-2, 1-6 |
| 2 | Carla Suárez Navarro              | Klára Koukalová                       | 1-6, 6-3, 6-3 |
| 2 | Sílvia Soler                      | Lucie Šafářová                        | 6-4, 1-6, 3-6 |
| 2 | Sílvia Soler Carla Suárez Navarro | Andrea Hlaváčková Barbora Z. Strýcová | 6-77, 3-6     |

| Slovaquie - Allemagne - 1 : 3 Aegon Arena National Tennis Centre, Bratislava, Slovaquie 08 - 09 février, Dur (int.) |                                    |                                  |                |
| 3 | Dominika Cibulková                 | Andrea Petkovic                  | 6-2, 6-77, 2-6 |
| 3 | Daniela Hantuchová                 | Angelique Kerber                 | 6-79, 1-6      |
| 3 | Dominika Cibulková                 | Angelique Kerber                 | 3-6, 6-75      |
| 3 | Daniela Hantuchová                 | Andrea Petkovic                  | Non disputé    |
| 3 | Jana Čepelová Magdaléna Rybáriková | Julia Görges Anna-Lena Grönefeld | 4-6, 6-3, 10-7 |

| Australie - Russie - 4 : 0 Domain Tennis Centre, Hobart, Australie 08 - 09 février, Dur (ext.) |                                |                                     |             |
| 4                                                                                              | Casey Dellacqua                | Irina Khromacheva                   | 6-0, 6-2    |
| 4                                                                                              | Samantha Stosur                | Veronika Kudermetova                | 6-4, 6-0    |
| 4                                                                                              | Samantha Stosur                | Victoria Kan                        | 6-2, 6-3    |
| 4                                                                                              | Casey Dellacqua                | Veronika Kudermetova                | Non disputé |
| 4                                                                                              | Ashleigh Barty Casey Dellacqua | Irina Khromacheva Valeria Solovieva | 6-1, 6-3    |

#### Demi-finales
| République tchèque - Italie - 4 : 0 CEZ Arena, Ostrava, République tchèque 19 - 20 avril, Dur (int.) |                                   |                           |                |
| 5 | Lucie Šafářová                    | Sara Errani               | 6-4, 6-1       |
| 5 | Petra Kvitová                     | Camila Giorgi             | 6-4, 6-2       |
| 5 | Petra Kvitová                     | Roberta Vinci             | 6-3, 7-5       |
| 5 | Lucie Šafářová                    | Camila Giorgi             | Non disputé    |
| 5 | Andrea Hlaváčková Klára Koukalová | Camila Giorgi Karin Knapp | 6-2, 5-7, 11-9 |

| Australie - Allemagne - 1 : 3 Queensland Tennis Centre, Brisbane, Australie 19 - 20 avril, Dur (ext.) |                                |                                  |                 |
| 6 | Samantha Stosur                | Andrea Petkovic                  | 1-6, 6-77       |
| 6 | Casey Dellacqua                | Angelique Kerber                 | 1-6, 0-6        |
| 6 | Samantha Stosur                | Angelique Kerber                 | 6-4, 0-6, 4-6   |
| 6 | Casey Dellacqua                | Andrea Petkovic                  | Non disputé     |
| 6 | Ashleigh Barty Casey Dellacqua | Julia Görges Anna-Lena Grönefeld | 6-2, 6-75, 10-2 |

#### Finale
La finale de la Fed Cup 2014 se joue à Prague et oppose la République tchèque à l'Allemagne. L'équipe tchèque, emmenée notamment par Petra Kvitová, tente de reconquérir le trophée pour la 3e fois en 4 ans (après ses succès en 2011 et 2012) alors que l'Allemagne retrouve la finale pour la première fois depuis son dernier succès en 1992, dont la capitaine actuelle Barbara Rittner faisait partie.
| République tchèque - Allemagne - 3 : 1 O2 Arena, Prague, République tchèque 08 - 09 novembre, Dur (int.) |                                  |                             |                |
| 7 | Petra Kvitová                    | Andrea Petkovic             | 6-2, 6-4       |
| 7 | Lucie Šafářová                   | Angelique Kerber            | 6-4, 6-4       |
| 7 | Petra Kvitová                    | Angelique Kerber            | 7-65, 4-6, 6-4 |
| 7 | Lucie Šafářová                   | Andrea Petkovic             | Non disputé    |
| 7 | Andrea Hlaváčková Lucie Hradecká | Julia Görges Sabine Lisicki | 4-6, 3-6       |

### Groupe mondial II
| Canada - Serbie - 3 : 1 Complexe Sportif Claude Robillard, Montréal, Canada 08 - 09 février, Dur (int.) |                                   |                               |                  |
| 1 | Aleksandra Wozniak                | Vesna Dolonc                  | 7-5, 2-6, 6-4    |
| 1 | Eugenie Bouchard                  | Jovana Jakšić                 | 6-1, 6-0         |
| 1 | Eugenie Bouchard                  | Vesna Dolonc                  | 6-0, 6-3         |
| 1 | Aleksandra Wozniak                | Jovana Jakšić                 | Non disputé      |
| 1 | Gabriela Dabrowski Sharon Fichman | Jovana Jakšić Nina Stojanović | 2-6, 6-3, [7-10] |

| Suède - Pologne - 2 : 3 Borashallen, Borås, Suède 08 - 09 février, Dur (int.) |                                 |                                     |          |
| 2                                                                             | Johanna Larsson                 | Katarzyna Piter                     | 6-1, 6-2 |
| 2                                                                             | Sofia Arvidsson                 | Agnieszka Radwańska                 | 1-6, 1-6 |
| 2                                                                             | Johanna Larsson                 | Agnieszka Radwańska                 | 4-6, 1-6 |
| 2                                                                             | Sofia Arvidsson                 | Katarzyna Piter                     | 6-2, 6-1 |
| 2                                                                             | Sofia Arvidsson Johanna Larsson | Agnieszka Radwańska Alicja Rosolska | 2-6, 2-6 |

| France - Suisse - 3 : 2 Stade Pierre de Coubertin, Paris, France 08 - 09 février, Dur (int.) |                                  |                                 |           |
| 3                                                                                            | Virginie Razzano                 | Stefanie Vögele                 | 6-2, 6-1  |
| 3                                                                                            | Alizé Cornet                     | Belinda Bencic                  | 5-7, 4-6  |
| 3                                                                                            | Alizé Cornet                     | Timea Bacsinszky                | 6-2, 7-64 |
| 3                                                                                            | Virginie Razzano                 | Belinda Bencic                  | 1-6, 1-6  |
| 3                                                                                            | Alizé Cornet Kristina Mladenovic | Timea Bacsinszky Belinda Bencic | 7-5, 6-4  |

| Argentine - Japon - 3 : 1 Pilara Tennis Club, Buenos Aires, Argentine 08 - 09 février, Terre (ext.) |                                |                         |                |
| 4                                                                                                   | María Irigoyen                 | Kurumi Nara             | 6-77, 6-4, 6-4 |
| 4                                                                                                   | Paula Ormaechea                | Misaki Doi              | 6-2, 3-6, 6-3  |
| 4                                                                                                   | Paula Ormaechea                | Kurumi Nara             | 6-3, 6-4       |
| 4                                                                                                   | María Irigoyen                 | Misaki Doi              | Non disputé    |
| 4                                                                                                   | María Irigoyen Paula Ormaechea | Shuko Aoyama Risa Ozaki | 0-6, 4-6       |

### Play-offs I
| Russie - Argentine - 4 : 0 Adler Arena, Sotchi, Russie 19 - 20 avril, Terre (int.) |                                 |                                |             |
| 1                                                                                  | Elena Vesnina                   | Paula Ormaechea                | 6-3, 6-3    |
| 1                                                                                  | Ekaterina Makarova              | María Irigoyen                 | 7-5, 6-1    |
| 1                                                                                  | Ekaterina Makarova              | Paula Ormaechea                | 6-1, 6-2    |
| 1                                                                                  | Elena Vesnina                   | María Irigoyen                 | Non disputé |
| 1                                                                                  | Valeria Solovieva Elena Vesnina | Victoria Bosio Nadia Podoroska | 6-2, 6-1    |

| Canada - Slovaquie - 3 : 1 PEPS Laval University, Québec, Canada 19 - 20 avril, Dur (int.) |                                   |                                      |                |
| 2                                                                                          | Aleksandra Wozniak                | Jana Čepelová                        | 4-6, 7-5, 7-5  |
| 2                                                                                          | Eugenie Bouchard                  | Kristína Kučová                      | 7-60, 2-6, 6-1 |
| 2                                                                                          | Eugenie Bouchard                  | Jana Čepelová                        | 7-66, 6-3      |
| 2                                                                                          | Aleksandra Wozniak                | Kristína Kučová                      | Non disputé    |
| 2                                                                                          | Gabriela Dabrowski Sharon Fichman | Janette Husárová Anna K. Schmiedlová | 4-6, 7-5, 9-11 |

| États-Unis - France - 2 : 3 Chaifetz Arena, St Louis, États-Unis 19 - 20 avril, Dur (int.) |                              |                                  |                 |
| 3                                                                                          | Sloane Stephens              | Caroline Garcia                  | 3-6, 2-6        |
| 3                                                                                          | Madison Keys                 | Alizé Cornet                     | 6-74, 7-64, 6-3 |
| 3                                                                                          | Sloane Stephens              | Virginie Razzano                 | 6-2, 6-4        |
| 3                                                                                          | Madison Keys                 | Caroline Garcia                  | 4-6, 3-6        |
| 3                                                                                          | Madison Keys Sloane Stephens | Caroline Garcia Virginie Razzano | 2-6, 5-7        |

| Espagne - Pologne - 2 : 3 Olympic Stadium, Barcelone, Espagne 19 - 20 avril, Terre (ext.) |                                     |                                     |               |
| 4                                                                                         | Sílvia Soler Espinosa               | Agnieszka Radwańska                 | 2-6, 2-6      |
| 4                                                                                         | M. T. Torró Flor                    | Urszula Radwańska                   | 4-6, 6-0, 6-1 |
| 4                                                                                         | M. T. Torró Flor                    | Agnieszka Radwańska                 | 3-6, 2-6      |
| 4                                                                                         | Sílvia Soler Espinosa               | Urszula Radwańska                   | 6-1, 6-3      |
| 4                                                                                         | Anabel Medina Sílvia Soler Espinosa | Agnieszka Radwańska Alicja Rosolska | 4-6, 2-6      |

### Play-offs II
| Roumanie - Serbie - 4 : 1 Arenele BNR, Bucarest, Roumanie 19 - 20 avril, Terre (ext.) |                                     |                               |                |
| 1                                                                                     | Sorana Cîrstea                      | Ana Ivanović                  | 3-6, 6-1, 6-2  |
| 1                                                                                     | Simona Halep                        | Bojana Jovanovski             | 6-2, 6-4       |
| 1                                                                                     | Simona Halep                        | Ana Ivanović                  | 3-6, 6-72      |
| 1                                                                                     | Sorana Cîrstea                      | Bojana Jovanovski             | 6-3, 6-77, 6-3 |
| 1                                                                                     | Irina-Camelia Begu Monica Niculescu | Jovana Jakšić Nina Stojanović | 1-0, ab.       |

| Pays-Bas - Japon - 3 : 2 Maaspoort Sports & Events, Bois-le-Duc, Pays-Bas 19 - 20 avril, Terre (int.) |                                     |                         |                |
| 2 | Arantxa Rus                         | Kurumi Nara             | 5-7, 6-2, 1-6  |
| 2 | Kiki Bertens                        | Misaki Doi              | 6-0, 7-63      |
| 2 | Kiki Bertens                        | Kurumi Nara             | 7-65, 4-6, 9-7 |
| 2 | Arantxa Rus                         | Misaki Doi              | 7-5, 6-3       |
| 2 | Richèl Hogenkamp Michaëlla Krajicek | Shuko Aoyama Risa Ozaki | 6-1, 3-6, 8-10 |

| Suède - Thaïlande - 4 : 0 Sparbanken Lidkoping Arena, Lidköping, Suède 19 - 20 avril, Dur (int.) |                                 |                                         |             |
| 3                                                                                                | Johanna Larsson                 | N. Lertcheewakarn                       | 6-1, 6-3    |
| 3                                                                                                | Sofia Arvidsson                 | Luksika Kumkhum                         | 6-4, 6-2    |
| 3                                                                                                | Johanna Larsson                 | Luksika Kumkhum                         | 6-4, 6-2    |
| 3                                                                                                | Sofia Arvidsson                 | N. Lertcheewakarn                       | Non disputé |
| 3                                                                                                | Hilda Melander Rebecca Peterson | Tamarine Tanasugarn Varat. Wongteanchai | 6-4, 6-2    |

| Brésil - Suisse - 1 : 4 Clube de Tenis Catanduva, Catanduva, Brésil 19 - 20 avril, Terre (ext.) |                           |                                  |          |
| 4                                                                                               | Teliana Pereira           | Timea Bacsinszky                 | 3-6, 3-6 |
| 4                                                                                               | Paula C. Gonçalves        | Belinda Bencic                   | 3-6, 3-6 |
| 4                                                                                               | Teliana Pereira           | Belinda Bencic                   | 6-3, 6-4 |
| 4                                                                                               | Paula C. Gonçalves        | Timea Bacsinszky                 | 5-7, 2-6 |
| 4                                                                                               | Gabriela Cé Laura Pigossi | Belinda Bencic Viktorija Golubic | 2-6, 2-6 |